# Camp de César (Saint-Romain-de-Benet)
Pour les articles homonymes, voir Camp de César.
Le camp de César est bâti à Saint-Romain-de-Benet, dans le département français de la Charente-Maritime en région Nouvelle-Aquitaine.

## Historique
Au hameau de Toulon, situé près de Saujon, se trouvent les ruines d'un castrum (ou camp romain) couramment appelé « camp de César ». Ce camp, bâti sur une hauteur, daterait du Ier siècle, et aurait notamment abrité un temple et un donjon. Les vestiges de ce lieu sont inscrits à l'inventaire des monuments historiques,.
Le lieu est classé au titre des monuments historiques par arrêté du 12 juillet 1886.